# آب‌انبار عبدالله (بندرخمیر)
آب‌انبار عبدالله یک آب‌انبار تاریخی مربوط به اواخر دوره قاجاریه است که در بندرخمیر، استان هرمزگان قرار دارد. این اثر در تاریخ ۲۵ آبان ۱۳۸۴ با شمارهٔ ثبت ۱۳۸۳۰ به‌عنوان یکی از آثار ملی ایران به ثبت رسیده‌است.